# Зелвуд (Флорида)
Зелвуд (енгл. Zellwood) насељено је место без административног статуса у америчкој савезној држави Флорида.

## Демографија
По попису из 2010. године број становника је 2.817, што је 277 (10,9%) становника више него 2000. године.
| Група             | 2000.         | 2010.         |
| Белци             | 2.212 (87,1%) | 2.384 (84,6%) |
| Афроамериканци    | 72 (2,8%)     | 55 (2,0%)     |
| Азијати           | 1 (0,0%)      | 15 (0,5%)     |
| Хиспаноамериканци | 231 (9,1%)    | 340 (12,1%)   |
| Укупно            | 2.540         | 2.817         |